# ديك ريفرز
ديك ريفرز (بالفرنسية: Dick Rivers)‏
```
هو 
مغني
 
فرنسي
، ولد في 
24 أبريل
 
1945
 في 
فيلفرانش سور مير
 في 
فرنسا
.
[
7
]
```

## وصلات خارجية
- الموقع الرسمي
- ديك ريفرز على موقع IMDb (الإنجليزية)
- ديك ريفرز على موقع ألو سيني (الفرنسية)
- ديك ريفرز على موقع ميوزك برينز (الإنجليزية)
- ديك ريفرز على موقع قاعدة بيانات الأفلام السويدية (السويدية)
- ديك ريفرز على موقع أول ميوزيك (الإنجليزية)
- ديك ريفرز على موقع ديسكوغز (الإنجليزية)
- ديك ريفرز على موقع قاعدة بيانات الفيلم (الإنجليزية)
- ديك ريفرز على موقع كينوبويسك (الروسية)